# UV-EPROM

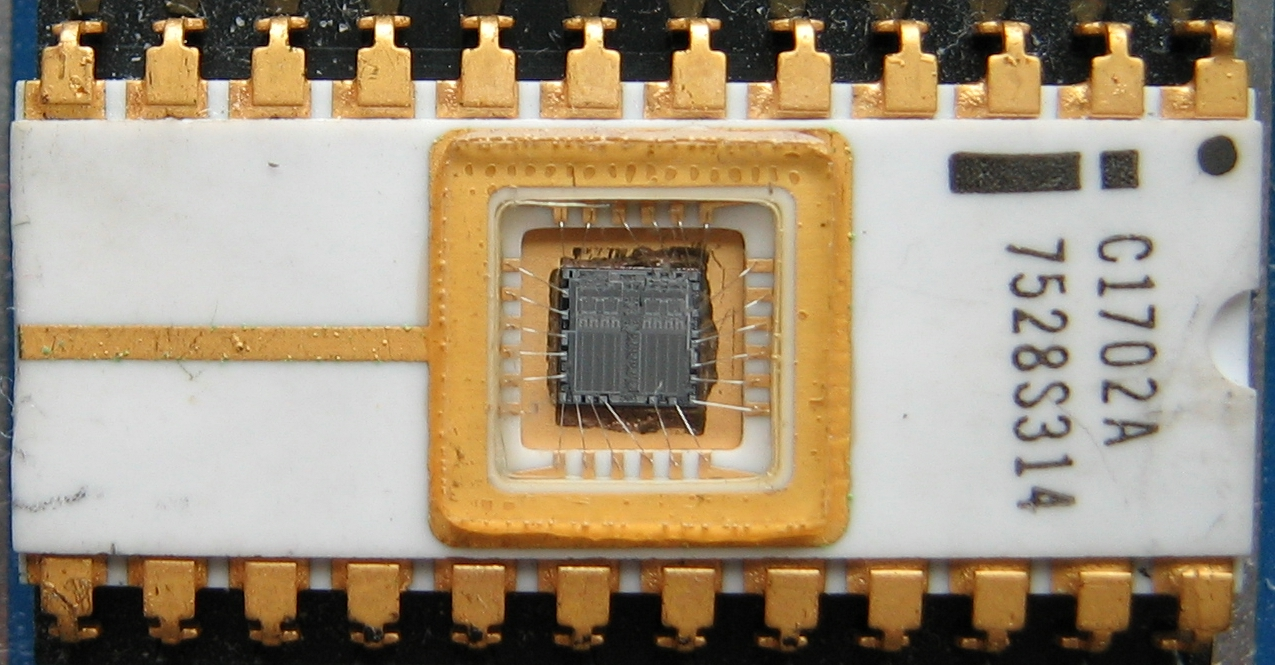
インテル 1702 UV-EPROM

UV-EPROM（紫外線消去型EPROM ,Ultra-Violet Erasable Programmable Read Only Memory）とは紫外線を照射することで記憶内容の消去が可能なROM。
ICパッケージ上に紫外線を照射するためのガラス窓が設けてあり、チップを肉眼で見ることができる。
通常使用時には、紫外線が当たらないようにガラス窓にはシールが貼られる。消去されたUV-EPROMは、ROMライタにより、再書込みが可能である。
世界で最初のUV-EPROMは1972年にインテルから発表されたPMOS構造、256×8ビット構成、24ピンパッケージの1702である。その後の製品とはピン配置が異なる。
データバス幅が8ビットのUV-EPROMの型番としては、2732、2764のように27から始まり、後半に容量を表す数字を連記した形式のものが現在もよく知られている。512キロビットまでのものの容量はキロビット単位で記され、2732は32キロビットの容量を持つことを表している。また、CMOS構造のものは57xx（当時のインテルの命名則）にならずに27C32、27C64、27C512のように間にCが入る（NMOS品とはVppの電圧など、書き込み条件が異なる場合もある）。1メガビットを越えるものについては、互換性があるものでも27C010、271000、271001、27101などの型番が存在し、メーカー間の統一性は乏しくなる。
かつて、PICのようなマイクロコントローラにはUV-EPROMを内蔵した製品があり、これらもガラス窓を有していた。しかし、現在ではこのような内蔵不揮発性メモリの用途も、大半がフラッシュメモリに移行している。
UV-EPROMのほとんどの品種についてはすでに製造中止となっているが、中古品を含めた流通在庫は比較的豊富であり、現在でも（容量次第ではあるが）入手はそれほど困難ではない。しかし、フラッシュメモリなどの普及により新規製品に採用されることは極めて希となっているため、これらは過去の製品の保守や、電子工作などに用いられている。
ただし、機器に搭載されたフラッシュメモリのデータを書き換えるためには、パソコンをなんらかのインタフェースで接続して専用アプリケーションを操作するなど、多少なりともパソコンの操作の知識が求められるため、それが期待できない現場に納められるような機器では、現在でもチップの抜き差しだけでプログラムの更新ができるUV-EPROMを採用することを求められることもある。